# Gustavo Guzmán
Gustavo Guzmán es un diplomático colombiano. Se desempeñó como Ministro Plenipotenciario de la Embajada de Colombia en Caracas, Venezuela durante la crisis diplomática entre Colombia y Venezuela de 2010, nombrado por el presidente Álvaro Uribe.
Internacionalista colombiano con estudios en Integración Económica y Comunidades Europeas. Su experiencia profesional se ha concentrado en las negociaciones comerciales internacionales y en los procesos de integración de América Latina.
Ha sido docente en varias universidades de Bogotá, columnista y conferencista. Ha adelantado consultorías y estudios para empresas, gremios y organismos internacionales en áreas de su especialidad.
Se desempeñó en la Embajada de Colombia en Venezuela como Ministro Plenipotenciario y Encargado de Negocios (a.i.) de esa misión diplomática (2009 – 2010), fue Secretario de la Comisión de la Comunidad Andina (2000 – 2004) y coordinador de varias áreas técnicas en la Secretaría General de esa organización entre 1995 y 2005.   

## Publicaciones
- Las reglas de origen del comercio internacional. Legis Editores, 2012.
- Colombia frente al mundo. Un escenario internacional exigente. Revista del Buen Gobierno N° 10. Diciembre 29 de 2008.
- La integración andina y el Acuerdo de Asociación con la Unión Europea (Factores de fragmentación y cohesión de la Comunidad Andina). Latin American Trade Network –LATN-, Working Paper N° 94. Julio de 2008.
- El Principio de Acumulación de Origen en la Región. Documento para el BID y ALADI, febrero de 2007.
- Sistematización y Análisis de los Elementos para la Importación de Bienes en Colombia. Trabajo para la Comisión Europea, en conjunto con Marcel Tangarife Torres. Septiembre 2006.
- Desafíos de la Relaciones entre la Comunidad Andina y Centroamérica. Documento y ponencia para el Seminario Regional Escenarios de Inserción Internacional de la Comunidad Andina, organizado por el INTAL y la Secretaría General de la Comunidad Andina, 23 de septiembre de 2005.
- Barreras Comerciales y Negociaciones Internacionales. Documento y ponencia en foro organizado por CAMACOL en Bogotá y Medellín en septiembre de 2003.
- Las Negociaciones de Compras Públicas en la Comunidad Andina y en el ALCA. Revista Economía Colombiana, edición 299, noviembre – diciembre 2003.
- Las Reglas de Origen en los Acuerdos Comerciales Internacionales. Revista Integración & Desarrollo, Año I, N°3, octubre de 1998, Universidad Católica, Lima, Perú.
- Durante el desempeño como Coordinador en la Secretaría General de la Comunidad Andina y Consultor en el Programa de Apoyo a las Negociaciones Comerciales, se dirigieron estudios y publicaciones en áreas de responsabilidad directa.